# 10 złotych wzór 1934 Józef Piłsudski
10 złotych wzór 1934 Józef Piłsudski – moneta dziesięciozłotowa, bita w srebrze, wprowadzona do obiegu 5 grudnia 1934 r. rozporządzeniem Ministra Skarbu z dnia 24 listopada 1934 r. (Dz.U. z 1934 r. nr 105, poz. 939), wycofana na podstawie rozporządzenia ministrów gospodarki, finansów i spraw wewnętrznych Rzeszy wydanego 22 listopada 1939 r. w okresie Generalnego Gubernatorstwa, według którego monety bite w srebrze w okresie II Rzeczypospolitej należało obowiązkowo wymieniać na pieniądze papierowe.
W niektórych opracowaniach z początku XXI w. jako data wprowadzenia dziesięciozłotówki do obiegu podawany był 5 stycznia 1935 r, jednak w późniejszych tego samego autora – 5 grudnia 1934 r.
Monetę bito z datami rocznymi 1934–1939.
Od początku XXI w. w katalogach publikowane są również wizerunki odbitek, wykonanych skorodowanymi stemplami po 1945 r., innych konkurencyjnych projektów uczestniczących w 1933 r. w konkursie na projekt nowej dziesięciozłotówki.

## Awers
W centralnym punkcie umieszczono godło – orła w koronie, poniżej rok bicia, dookoła napis „RZECZPOSPOLITA POLSKA”, a na dole napis „10 ZŁOTYCH 10”.

## Rewers
Na tej stronie monety umieszczono lewy profil marszałka Józefa Piłsudskiego, u dołu, z lewej strony, poniżej brody, herb Kościesza – znak Mennicy Państwowej w Warszawie, a wzdłuż obrzeża pod profilem słabo widoczne, niemal nieczytelne nazwisko projektanta.

## Nakład
Monetę bito w srebrze próby 750, na krążku o średnicy 34 mm, masie 22 gramów, z rantem ząbkowanym, według projektu Stanisława Ostrowskiego w mennicy w Warszawie, w latach 1934–1939.
Nakłady monety w poszczególnych rocznikach przedstawiały się następująco:
| Rocznik         | Rewers          | Nakład (sztuk) | Zdjęcie |
| --------------- | --------------- | -------------- | ------- |
| 10 złotych 1934 | Józef Piłsudski | 200 000        |         |
| 10 złotych 1935 | Józef Piłsudski | 1 670 000      |         |
| 10 złotych 1936 | Józef Piłsudski | 2 130 000      |         |
| 10 złotych 1937 | Józef Piłsudski | 908 000        |         |
| 10 złotych 1938 | Józef Piłsudski | 234 000        |         |
| 10 złotych 1939 | Józef Piłsudski | ok.1 200 000   |         |

Dziesięciozłotówkę bito aż do wybuchu II wojny światowej w łącznym nakładzie ok. 6 342 000 sztuk. Wielkość emisji z 1939 r. jest niepewna.

## Opis
Moneta została wprowadzona do obiegu w sześćdziesiątą siódmą rocznicę urodzin marszałka Józefa Piłsudskiego.
Dziesięciozłotówkę bito na podstawie rozporządzenia Prezydenta Rzeczypospolitej Polskiej z 27 sierpnia 1932 r. o zmianie niektórych postanowień rozporządzenia Prezydenta Rzeczypospolitej z dnia 5 listopada 1927 r., definiującego parametry monet:  2, 5, 10 złotych bitych w srebrze próby 750 i masie 2,2 grama przypadających na 1 złoty (Dz.U. z 1932 r. nr 74, poz. 668).
Godło na monecie jest zgodne ze wzorem Godła Rzeczypospolitej Polskiej wprowadzonym 13 grudnia 1927 r. (Dz.U. z 1927 r. nr 115, poz. 980).
Według identycznego wzoru były bite monety obiegowe 2 i 5 złotych.

## Wersje próbne
Według katalogów dla dziesięciozłotówki wzór 1934 nie istnieją żadne wersje próbne.
W katalogach zamieszczone są wersje próbne konkurencyjnych projektów monet z rokiem 1934 – 10 złotych 1934 Klamry, bite w srebrze, tombaku, stali niklowanej, stemplem zwykłym lub lustrzanym, na krążkach o średnicy od 23 do 34,6 mm, z wypukłym napisem PRÓBA. Znana jest również wersja próbna 10 złotych 1934 Klamry z awersem według wzoru 1938, wybita w aluminium, na krążku o średnicy 23 mm.